# Blanche Bates
Blanche Bates (25 de agosto de 1873-25 de diciembre de 1941) fue una actriz estadounidense.

## Carrera
Nacida en Portland, Oregón, debutó como actriz teatral en San Francisco (California) en una representación con fines benéficos de la obra de Brander Matthews This Picture and That. Entre sus primeros éxitos figuran sus actuaciones como Mrs. Hillary en The Senator, Phyllis en The Charity Ball, y Nora en Casa de muñecas. En 1898 Bates entró a formar parte  de la compañía teatral de Augustin Daly, y al año siguiente actuó en el Daly's Theatre de Nueva York interpretando a Mirtza en The Great Ruby. Más adeIante, en 1901, fue Cigarette en Under Two Flags, obra llevada a escena en el Teatro Garden de Nueva York. A partir de entonces se dedicó a actuar en producciones de David Belasco, consiguiendo un gran éxito con The Darling of the Gods (1902) y The Girl of the Golden West (1905) y, pasada la Primera Guerra Mundial, con The Famous Mrs. Fair (1919). 

## Vida personal
En 1900, Bates se casó con Milton F. Davis, un teniente del Ejército de los Estados Unidos. La pareja no tuvo hijos y acabó divorciándose. Volvió a casarse en 1912, con George Creel, un periodista y político, con el que tuvo un hijo, George Jr., y una hija, Frances.
Blanche Bates falleció en San Francisco (California) en 1941, a causa de un ictus. Fue enterrada en el Cementerio Cypress Lawn Memorial Park de Colma (California).